# Tarnefitz
Tarnefitz ist ein Ortsteil der Ortschaft Sichau der Hansestadt Gardelegen im Altmarkkreis Salzwedel in Sachsen-Anhalt.

## Geografie
Das Dorf Tarnefitz liegt gut eineinhalb Kilometer nordwestlich von Sichau und knapp fünf Kilometer nördlich von Mieste im Westen von Gardelegen in der Altmark an der Tarnefitzer Elbe, die südlich von Siems zusammen mit dem Graben Siems zur die Sichauer Beeke wird.
Nachbarorte sind Peckfitz im Südwesten, Jeggau im Norden, Sichau im Südosten und Siems im Süden.

## Geschichte

### Mittelalter bis Neuzeit
Im Jahre 1394 wird Tarnefitz als dat dorp to terneuitze oder ternovitze erstmals erwähnt, 1664 die wüste Feldmarckt Ternefitz.
Das heutige Tarnefitz wurde in den Jahren 1738 und 1739 als Kolonistendorf mit einem Krug an der großen Hamburg-Leipziger Frachtstraße auf einer wüsten Feldmark mit dem alten Namen neu angelegt. Diese Wüstung wird im Hausbuch der Pfarrei zu Jeggau erwähnt. Das Dorf gehörte zum Königlichen Domänenamt Kloster Neuendorf. Wilhelm Zahn meint, dass das wüst gewordene Dorf im Nordosten dicht beim jetzigen Dorf lag, wo mehrere alte Wege zusammenstoßen. Weitere Nennungen sind 1832 Ternewitz und 1804 Tarnewitz.

### Landwirtschaft
Bei der Bodenreform wurden 1945 ermittelt: eine Besitzung über 100 Hektar mit 291 Hektar, 41 Besitzungen unter 100 Hektar hatten zusammen 489 Hektar. Die Gemeinde hatte zwei Besitzungen mit zusammen 9 Hektar Land. Enteignet wurden die 291 Hektar. Aus der Bodenreform wurden 19,2 Hektar Ackerland aufgeteilt: 7,6 Hektar erwarb ein landarmer Bauer mit Besitz unter 5 Hektar, 7,4 Hektar ein landloser Bund Kleinpächter und 4,2 Hektar zwei Landarbeiter. Im Jahre 1960 bestand eine Landwirtschaftliche Produktionsgenossenschaft, die LPG Typ I „Einheit“.

### Herkunft des Ortsnamens
Franz Mertens deutet den Ortsnamen Tarnewitz als wendisch und übersetzt zu „Schlehendorf“ oder „Tarnsdorf“.
Aleksander Brückner erkennt im Namen das altslavische Wort „trьnь“ für „Dorn“.

### Eingemeindungen
Bis 1807 gehörte der Ort zum Salzwedelischen Kreis, von 1807 bis 1813 zum Kanton Mieste, ab 1816 zum Kreis Gardelegen dem späteren Landkreis Gardelegen.
Am 20. Juli 1950 wurde die Gemeinde Tarnefitz nach Sichau im gleichen Landkreis eingemeindet. Mit der Eingemeindung von Sichau in die Hansestadt Gardelegen per Landesgesetz am 1. Januar 2011 kam der Ortsteil Tarnefitz zur neu entstandenen Ortschaft Sichau und zur Stadt Gardelegen.

### Einwohnerentwicklung
| Jahr | Einwohner |
| ---- | --------- |
| 1774 | 091       |
| 1789 | 097       |
| 1798 | 097       |
| 1801 | 104       |
| 1818 | 095       |
| 1840 | 168       |

| Jahr | Einwohner |
| ---- | --------- |
| 1864 | 201       |
| 1871 | 202       |
| 1885 | 147       |
| 1892 | [00]146   |
| 1895 | 168       |
| 1900 | [00]172   |

| Jahr | Einwohner |
| ---- | --------- |
| 1905 | 176       |
| 1910 | [00]173   |
| 1925 | 160       |
| 1939 | 148       |
| 1946 | 206       |
| 2012 | [00]078   |

| Jahr | Einwohner |
| ---- | --------- |
| 2016 | [00]73    |
| 2021 | [0]64     |
| 2022 | [0]63     |

Quelle, wenn nicht angegeben, bis 1946:

## Religion
Die evangelischen Christen aus Tarnefitz gehörten zur Kirchengemeinde Jeggau und damit zur Pfarrei Jeggau. Sie werden heute betreut vom Pfarrbereich Breitenfeld im Kirchenkreis Salzwedel im Propstsprengel Stendal-Magdeburg der Evangelischen Kirche in Mitteldeutschland.

## Kultur und Sehenswürdigkeiten
- Das Kriegerdenkmal Tarnefitz in Form einer Stele mit einer Inschrift erinnert an die Gefallenen des Ersten Weltkrieges.[19]
- In der Ortsmitte ist der Ortsfriedhof.
- Die Bauernstube in Tarnefitz dient als Dorfgemeinschaftshaus.